# Ilse Heylen
Ilse Heylen (21 de março de 1977) é uma judoca belga. Foi medalhista de bronze nos Jogos Olímpicos de 2004 em Atenas.
Foi campeã europeia em Roterdã, 2005, além de uma medalha d eprata em 2004 e medalha de bronze em 2006, 2007, 2009 e 2010 no mesmo campeonato.